# Helge Härneman

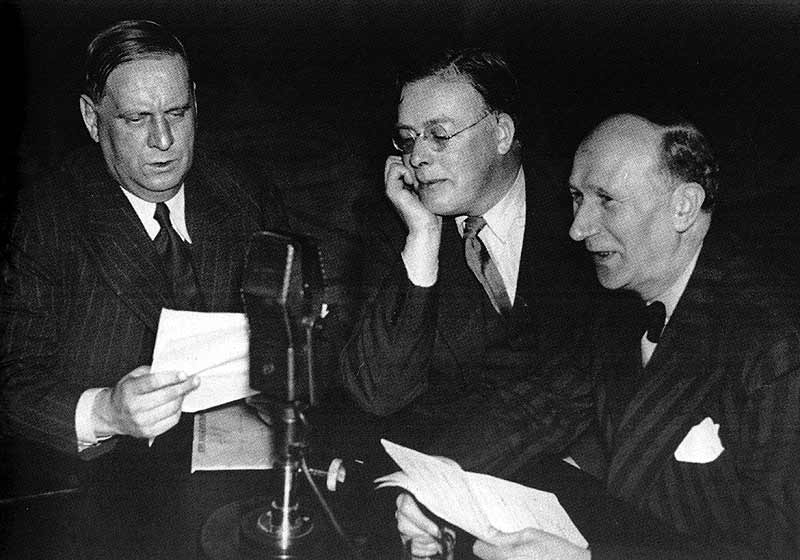
Eric Abrahamsson som Pessimisten, Ludde Gentzel som Optimisten och i mitten författaren Helge Härneman

John Helge Härneman, född 18 september 1899 i Linköping, Östergötland, död 2 februari 1983 i Örgryte, Göteborg, var en svensk journalist och författare.
Härneman skrev texter för revy och radio. Han är i eftertid mest känd som författare av dialogerna "Optimisten och pessimisten" som sändes på svensk radio mellan 1938 och 1942. 

## Biografi
Helge Härneman var son till fanjunkaren Carl Gustaf Carlsson och Gerda Johansson. Han var elev vid Linköpings högre allmänna läroverk 1909–1915 och arbetade sedan 1916–1921 som biträde hos bokhandlare i Linköping, Kalmar och Göteborg. Från 1921 var han anställd vid tidningen Ny Tid i Göteborg och från 1928 vid Göteborgs-Tidningen, där han medverkade som idrottsjournalist, all-roundreporter och kåsör. Helge Härneman skrev texter till revyer i Göteborg, men är mest ihågkommen för sina texter för radio - ett massmedium som hade större betydelse, innan televisionen introducerades i Sverige i slutet av 1950-talet. 
Bland Göteborgs revyskådespelare fanns på 1920-talet komikerparet Ludde och Rulle – Ludde Gentzel och Rulle Bohman, och det var för dem Härneman skrev den första serien med radiodialoger, kallad "Oss emellan". 
Några år efter Rulle Bohmans död 1933 skrev Härneman sin mest kända dialogserie, "Optimisten och pessimisten", där optimisten Ludde Gentzel i par med den ständigt klagande Eric Abrahamsson kommenterade dagsaktuella händelser. Serien sändes mellan 1938 och 1942 i mer än 100 avsnitt. Den bröts av Abrahamssons död i december 1942. De sista avsnitten spelades in från Eric Abrahamssons sjuksäng.
SR Minnen skrev vecka 46 2010:
”Optimisten och pessimisten” var programmet som fick hela landet att stanna en gång i veckan under 30- och 40-talet. Ludde Gentzels muntra optimists samtal med Eric Abrahamssons dystra pessimist blev till ett av radions genom tiderna mest åhörda program. Dialogerna med dagsaktuella ämnen författades av sportreportern Helge Härneman.
Den tredje radioserien "Rakas eller klippas" har låtit mindre tala om sig. I en inspelning från 1943 medverkar Härneman själv som direktören som är kund hos Ludde Gentzels barberare.
Helge Härneman gifte sig 1924 med Signe Sterner (1893–1966), dotter till frisörmästaren Adam Sterner och hans hustru Selma Olsson-lindkvist. De hade barnen Suzanne, född 1928, och Lars, född 1931. Han är gravsatt tillsammans med hustru och föräldrar på Östra kyrkogården i Göteborg, och nu även med hans dotter Suzanne, begravd 2015.
Helge Härnemans Väg i stadsdelen Kviberg i Göteborg uppkallades 2002 efter honom.

## Inspelningar av Härnemans radioprogram
- Optimisten och pessimisten på tråden Sveriges Radio Minnen/Radiofynd. Publicerat 2009-04-14. Läst 2014-08-24.
- Optimisten och pessimisten – humor på 30-talet. Sveriges Radio Minnen/Radiofynd. Publicerat 2009-12-15. Läst 2014-08-24.
- Optimisten och pessimisten i julstöket 1938, Kungliga bibliotekets Youtube-konto, publicerat 2013-12-19. Avspelat 2014-08-24.